# Emil Kruse
Emil Carl Teodor Kruse, född 21 mars 1995 i Nyeds församling i Värmlands län, är en svensk ishockeymålvakt som spelar för IK Oskarshamn i Hockeyallsvenskan.

## Biografi
Kruse är son till bandyspelaren Kjell Kruse.
Kruses moderklubb är Viking HC. Inför säsongen 2011/2012 flyttade han till Karlskoga för spel i BIK Karlskogas J18-lag. Säsongen 2013/2014 debuterade han i BIK Karlskogas A-lag och gjorde sin första match i Allsvenskan.